# Miguel Faci Abad
Pour les articles homonymes, voir Faci et Abad.
Miguel Faci Abad (Monegrillo, 30 novembre 1876 - idem, 1959) est un joailler de formation et photographe espagnol.

## Biographie
Miguel Faci Abad est l'un des membres fondateurs de la Société royale de photographie de Saragosse avec son frère Gabriel Faci Abad.
Abad fut actif essentiellement à Saragosse mais travailla également à Paris et au Maroc.